# Mölln
Mölln – miasto w Niemczech, w kraju związkowym Szlezwik-Holsztyn, w powiecie Herzogtum Lauenburg, siedziba Związku Gmin Breitenfelde z którym miasto tworzy od 1 stycznia 2007 wspólnotę administracyjną (Verwaltungsgemeinschaft). W 2008 liczyło 18 712 mieszkańców.

## Osoby urodzone w Mölln
- Hugo Gressmann – teolog starotestamentowy

## Współpraca zagraniczna
- Goleniów, Polska
- Hagenow, Meklemburgia-Pomorze Przednie
- Maszewo, Polska

## Galeria

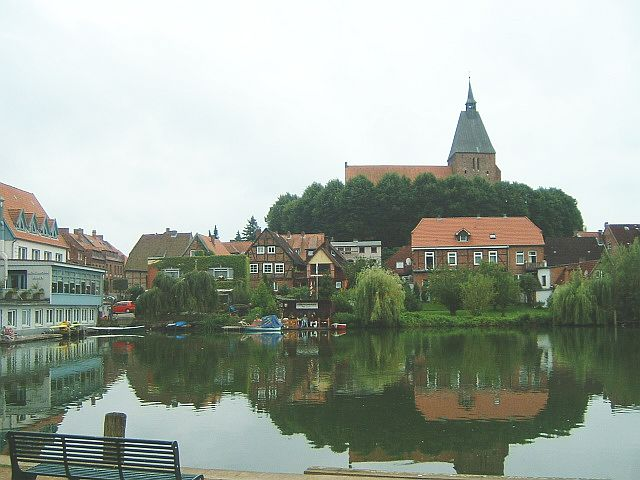
Stare miasto
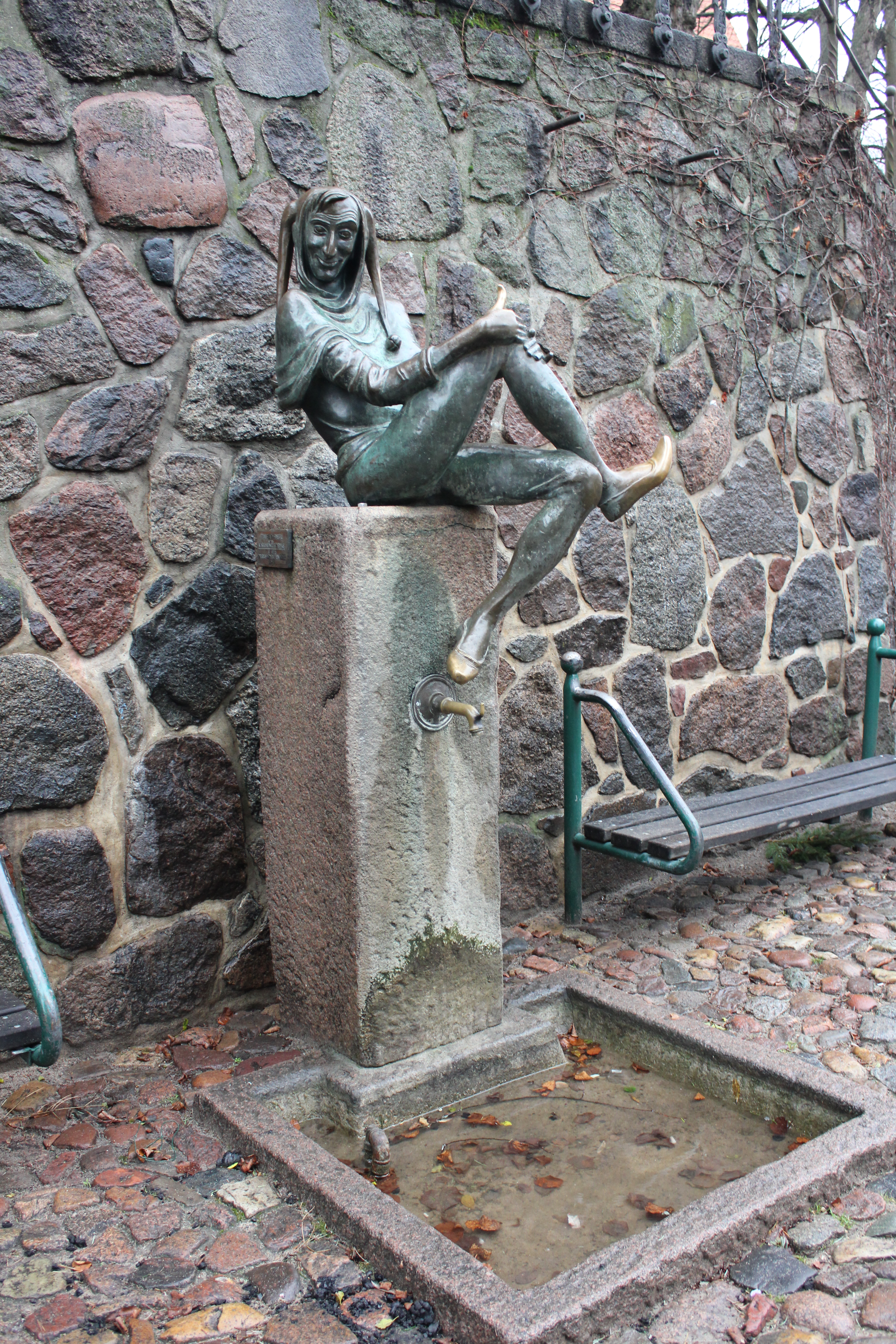
Fontanna Dyla Sowizdrzała
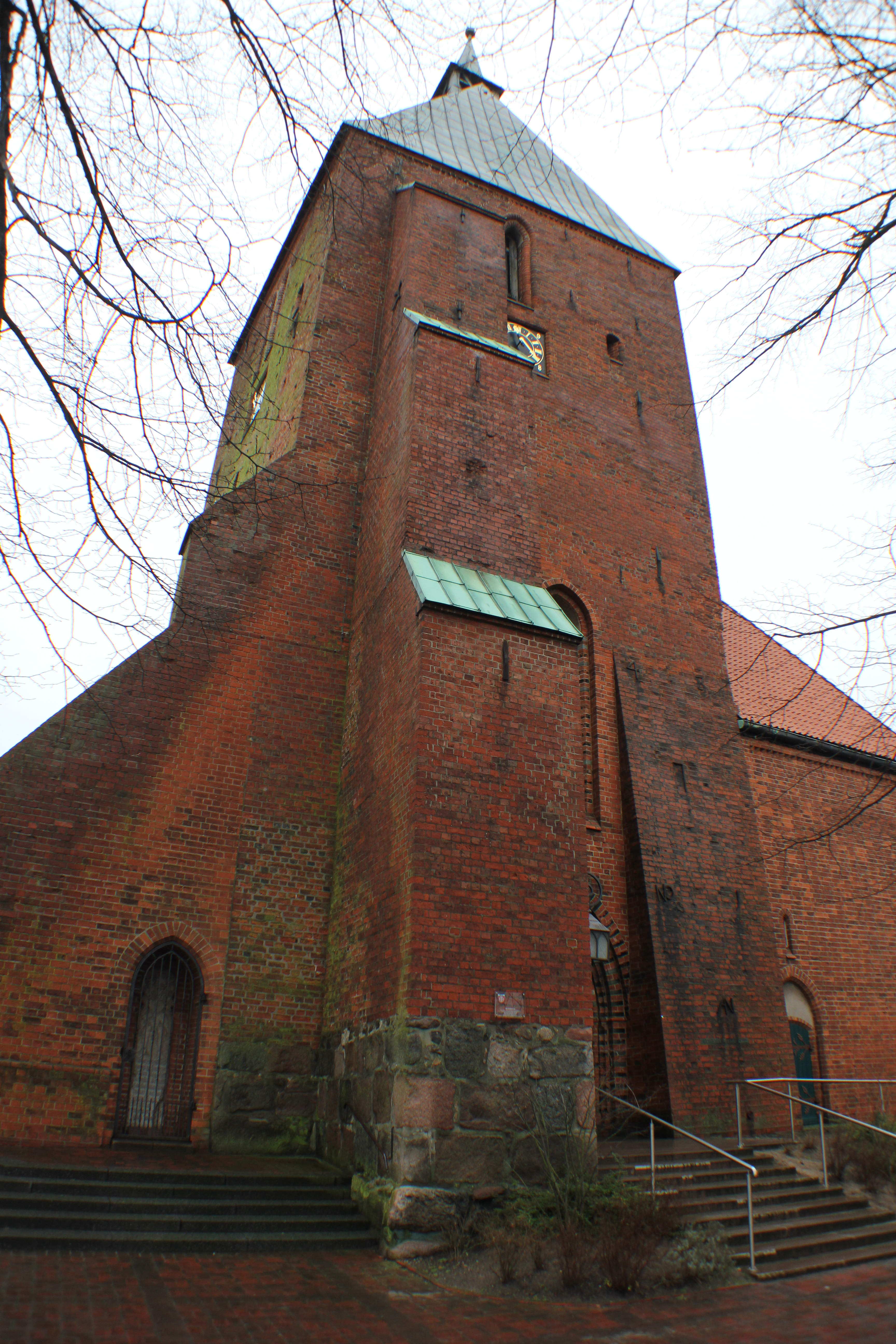
Kościół św. Mikołaja